# Ayakudi
Ayakudi es una ciudad y nagar Panchayat situada en el distrito de Dindigul en el estado de Tamil Nadu (India). Su población es de 27156 habitantes (2011).

## Demografía
Según el censo de 2011 la población de Ayakudi era de 27156 habitantes, de los cuales 13533 eran hombres y 13623 eran mujeres. Ayakudi tiene una tasa media de alfabetización del 75,85%, inferior a la media estatal del 80,09%: la alfabetización masculina es del 84,99%, y la alfabetización femenina del 66,83%.